# 普里莫爾斯科市鎮

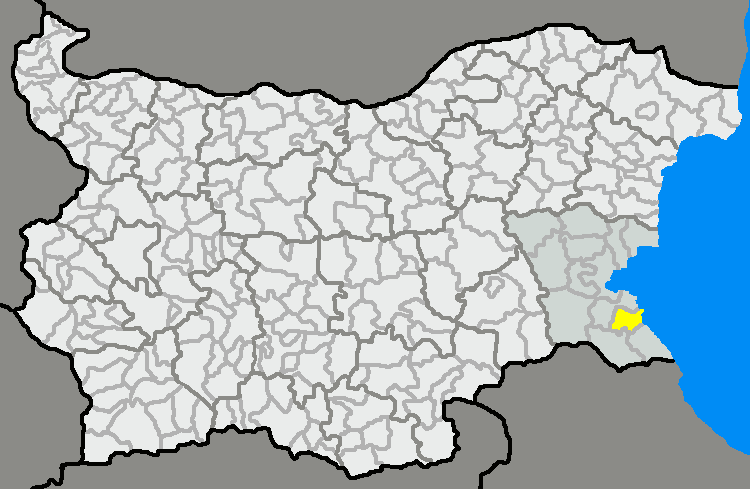

普里莫爾斯科市，是保加利亞的城鎮，位於該國東南部，由布爾加斯州負責管轄，首府設於普里莫爾斯科，面積350.08平方公里，2011年人口7,526，人口密度每平方公里21人。